# Young Guns - Giovani pistole
Young Guns - Giovani pistole (Young Guns) è un film del 1988 diretto da Christopher Cain e scritto da John Fusco.
Protagonisti della pellicola sono Emilio Estevez, Kiefer Sutherland, Lou Diamond Phillips, Charlie Sheen, Dermot Mulroney, e Casey Siemaszko. Young Guns è una rilettura delle avventure di Billy the Kid (interpretato da Estevez). Il film è stato girato a Los Cerrillos in Nuovo Messico ed è uno dei pochi western di rilievo realizzato negli anni Ottanta come Silverado (1985) e I cancelli del cielo (1980).
Nel 1990 è stato girato un sequel di questo film, intitolato Young Guns II - La leggenda di Billy the Kid.

## Trama
1878, Nuovo Messico. John Tunstall assolda un gruppetto di giovani pistoleri per farli lavorare al proprio ranch, ma anche per insegnare loro a leggere e renderli degli onesti cittadini. Tuttavia l'uomo rappresenta anche un serio ostacolo agli affari del ricco ranchero Murphy, suo concorrente nella vendita di bovini. Proprio per tale ragione, Tunstall viene ucciso dagli uomini di Murphy
Nonostante l'evidenza dell'accaduto il giudice Wilson si dimostra incapace di fare giustizia, dato che il corrotto sceriffo Brady è uno degli uomini di Murphy. Decisi comunque a vendicarsi, cinque dei giovani accolti da Tunstall, guidati da William Bonney, decidono di farsi giustizia da soli e diventano degli eroi e William viene soprannominato "Billy the Kid". Tuttavia i cinque giovani dovranno vedersela da un lato con l'esercito che è sulle loro tracce e dall'altro con gli uomini del feroce Murphy, decisi a ripristinare l'ordine.

## Produzione e distribuzione
Prodotto dalla Morgan Creek, il film fu distribuito dalla 20th Century Fox all'estero, mentre in Italia da Mario e Vittorio Cecchi Gori in collaborazione con Columbia Pictures Italia.